# Евтихий
Евтихий (на латински: Eutychianus) е римски папа от 4 януари 275 г. до смъртта си на 7 декември 283 г.
Негов епитаф е открит в катакомбите на Каликст, но почти нищо повече не се знае за него. Дори времето на понтификата му не се знае със сигурност. Liber Pontificalis посочва, че е бил на папския престол 8 години и 11 месеца, от 275 до 283. Евсевий Кесарийски, от друга страна посочва, че е властвал само 10 месеца. По време на неговото управление в Персия починал Мани, основоположника на новото религиозно направление, наречено на неговото име манихейство.
Паметта на Евтихий се чества на 8 декември.